# Tillandsia achyrostachys
Tillandsia achyrostachys là một loài thuộc chi Tillandsia. Đây là loài đặc hữu của México.

## Giống
- Tillandsia 'Key Lime Sundae'
- Tillandsia 'Pink Chiffon'